# Sonsorol
Sonsorol là một trong 16 bang của quốc đảo Palau. Trung tâm hành chính là Dongosaru trên đảo Sonsorol. Cư dân của bang nói tiếng Sonsorol, và tiếng Palau.

## Hành chính
Bang được chia thành bốn khu tự quản, tương ứng với bốn hòn đảo riêng lẻ. Các khu tự quản được liệt kê như sau (từ bắc đến nam):
| Số | Khu tự quản   | Làng      | Diện tích (km²) | Dân số (2015) | Tọa độ                                         |
| -- | ------------- | --------- | --------------- | ------------- | ---------------------------------------------- |
| 1  | Fanna         | -         | 0,48            | 0             | 05°21′9″B 132°13′32″Đ / 5,3525°B 132,22556°Đ   |
| 2  | Sonsorol      | Dongosaru | 1,31            | 40            | 05°19′28″B 132°13′16″Đ / 5,32444°B 132,22111°Đ |
| 3  | Pulo Anna     |           | 0,42            | 0             | 04°39′34″B 131°57′49″Đ / 4,65944°B 131,96361°Đ |
| 4  | Merir         |           | 0,91            | 0             | 04°19′27″B 132°18′37″Đ / 4,32417°B 132,31028°Đ |
|    | Bang Sonsorol | Dongosaru | 3,12            | 40            |                                                |

## Nhân khẩu
Dân số của bang là 40 người còn độ tuổi trung bình là 30, theo cuộc điều tra năm 2015. Các ngôn ngữ chính thức của bang là tiếng Palau, tiếng Anh và tiếng Sonsorol. Nurap là danh hiệu của thủ lĩnh truyền thống tại Sonsorol.